# Die Sache mit dem Glück
Die Sache mit dem Glück ist ein deutscher Fernsehfilm aus dem Jahr 2008. Die Filmkomödie wurde erstmals am 14. April 2008 im ZDF ausgestrahlt. Dabei sahen ihn 4,08 Millionen Zuschauer, was einem Marktanteil von 12,5 Prozent entsprach.

## Handlung
Der Tischler Michael und die Krankenschwester Sabine Heitmann sind seit 20 Jahren verheiratet und haben drei gemeinsame Kinder. Allerdings kann Sabine nicht mehr in ihrem alten Job arbeiten, da sie sich um die Kinder kümmern muss und kein Geld für eine Tagesmutter hat. Als dann auch noch ein sehr guter Freund stirbt, überdenken beide ihre Leben. Es läuft nun wirklich nicht gut mit den beiden. Auf der Beerdigung treffen sie einen alten Freund wieder, der nach Costa Rica ausgewandert ist und von dem Land schwärmt. Dort könne man sich noch selbst verwirklichen und sein Glück finden. Beide überlegen es sich gründlich und setzen all ihre Hoffnungen in die Auswanderung. Allerdings laufen die Vorbereitungen chaotisch ab.

## Kritiken
„Konfliktreiche Komödie, die deutsche Wesenszüge und Umstände auf die Schippe nimmt und sich ebenso witzig wie kritisch mit den Tücken des Auswanderungswunschs auseinandersetzt.“

„Nach dem Drehbuch von Britta Stöckle drehte René Heisig eine sensible Mischung aus Komödie und Drama. Dabei überraschen vor allem die feinfühlig gezeichneten Figuren, die von den Darstellern brillant interpretiert werden. Heisig, sonst eher als Krimi-Routinier bekannt […] knüpft hier an seine gekonnten Komödien-Regiearbeiten[…] an.“

„Was als humoriges Generationenporträt beginnt, mündet in ein handfestes Drama über die Ängste einer Durchschnittsfamilie. Realistischer als jede Auswandererdoku“